# Gus Kenworthy
Pour les articles homonymes, voir Kenworthy.
Augustus Richard Kenworthy dit Gus Kenworthy, né le 1er octobre 1991 à Chelmsford, au Royaume-Uni, est un skieur acrobatique et acteur américain et britannique spécialiste du slopestyle. 
Aux Jeux olympiques d'hiver de 2014, il remporte la médaille d'argent au slopestyle.

## Biographie
Kenworthy est le cadet de deux autres frères, Hugh et Nick, fils d'un père américain, Peter, et d'une mère anglaise, Pip,. Il est diplômé de la Telluride High School en juin 2010. Il aurait pu en sortir en 2009, mais il a décidé alors de passer une année à s'entraîner au ski. Son père, Peter Kenworthy, est directeur du Mountainfilm festival de Telluride depuis 2006, et un ancien banquier originaire de Philadelphie  qui a travaillé à Londres de nombreuses années. Sa mère, Pip, est originaire de Bristol en Angleterre et née dans une grande famille avec huit frères et sœurs. Elle s'est installée à Londres au début des années 1970 pour travailler au début comme costumière de théâtre au Kings Head Theatre Club, puis tenir une échoppe de vêtements vintage au Camden Lock Market. Elle s'est installée aux États-Unis avec son mari rencontré à Londres et ses trois garçons, dont Gus alors âgé de deux ans. La famille a emménagé à Telluride en 1993. 

### Carrière sportive
Gus Kenworthy obtient sa première sélection avec l'équipe nationale aux Championnats du monde junior de 2010, où il est deuxième de l'épreuve de slopestyle derrière Bobby Brown. En 2011, il participe à ses premiers championnats du monde, prenant la dixième place du half-pipe, son autre spécialité. En 2013, un an après ses débuts en Coupe du monde, il figure sur son premier podium à Sotchi, site des Jeux olympiques en 2014. Lors de ces Jeux, il remporte la médaille d'argent derrière son compatriote Joss Christensen et devant un autre Américain Nicholas Goepper.
Lors de la saison 2014-2015, il est pour la première fois sur le podium en slopestyle en Coupe du monde à Park City, là où même, il remporte le half-pipe le lendemain, ce qui le place deuxième du classement de la spécialité en fin de saison.
Aux championnats du monde 2017, il est encore médaille d'argent sur le slopestyle, battu par Williams Mcrae.
À partir de 2019, Gus Kenworthy décide de représenter le Royaume-Uni, dont il a aussi la nationalité, avec en vue les Jeux olympiques de 2022.

### Vie privée
Gus Kenworthy a fait part de son homosexualité le 22 octobre 2015, révélant ainsi son déni initial de son orientation sexuelle et finalement son acceptation,. 
Il est en couple de 2015 à 2019 avec l'acteur Matthew Wilkas.

## Palmarès

### Jeux olympiques
| Épreuve / Édition   | Slopestyle |
| ------------------- | ---------- |
| JO 2014 Sotchi      | Argent     |
| JO 2018 Pyeongchang | 12e        |

### Championnats du monde
| Épreuve / Édition            | Slopestyle | halfpipe |
| ---------------------------- | ---------- | -------- |
| Mondiaux 2011 Deer Valley    | 10e        |          |
| Mondiaux 2013 Voss-Myrkdalen | 6e         |          |
| Mondiaux 2017 Sierra Nevada  | Argent     | 10e      |

### Coupe du monde
- Meilleur classement général : 9e en 2015.
- Meilleur classement en half-pipe : 2e en 2015.
- 7 podiums, dont 2 victoires.

#### Détails des victoires
| Saison    | Bosses    |
| 2014-2015 | Park City |
| 2015-2016 | Mammoth   |

## Filmographie

### Télévision
- 2017 : The Challenge : Champs vs. Pros : lui-même (6 épisodes)
- 2018 : Saison 4 de RuPaul's Drag Race: All Stars : lui-même dans le Snatch Game de l'Amour
- 2019 : American Horror Story : 1984 : Chet Clancy (personnage principal, 9 épisodes)